# 洪炳喆
洪 炳喆（ホン・ビョンチョル、朝鮮語: 홍병철、1929年2月27日 - 2008年2月18日）は、大韓民国の陸軍軍人、政治家。第8・9代大韓民国国会議員。

## 経歴
済州島の済州市翰林邑出身。済州農業高等学校、漢陽大学校工業経営学科卒、ソウル大学校行政大学院行政学科修士課程、米国国際経済専門学校修了。FBI・CIA特殊教育修了。
陸軍中領として予備役に編入された後、大統領警護室企画処長、民主共和党済州地区党委員長、国会農水産分科委員長、社団法人済州開発研究所理事長、済州農業開発研究所理事長を歴任した。
2008年2月18日に持病により死去。享年80。